# Biosférická rezervace Hattah-Kulkyne a Murray-Kulkyne
Hattah-Kulkyne a Murray-Kulkyne je biosférická rezervace v australském státě Victoria, která se nachází na jižním břehu řeky Murray na jihovýchodě města Mildura, na území chráněných oblastí – Národní park Hattah-Kulkyne a Park Murray-Kulkyne.
Biosférická rezervace byla v roce 2016 UNESCO popsána jako:
„Biosférická rezervace Hattah-Kulkyne a Murray-Kulkyne se nachází v jihovýchodní Austrálii. Skládá se ze tří hlavních stanovišť: lesní řeky, savanové lesy a solné křoviny. Řeka Murray protéká rezervací a je napojena na několik mokřadů. Nicméně kvůli polosuchému klimatu se vodou naplní pouze přechodně. Hlavní půdní útvary jsou solné nížiny, které obsahují mělké půdy ležící na sádovci, dunová pole, která obsahují pozůstatky pleistocenních písečných hřebenů a záplavové oblasti, které jsou tvořeny čtvrtletními naplaveninami.“
Biosférická rezervace vznikla v roce 1981 a je spravována společností Parky Victoria.